# Kap Jules
Kap Jules (französisch Cap Jules) ist ein felsiges Kap an der Küste des ostantarktischen Adélielands. Es liegt 5 km westlich der Zunge des Zélée-Gletschers. An seinem nördlichen Ende befindet sich die Baie de l’Évelyne.
Teilnehmer der Dritten Französischen Antarktisexpedition (1837–1940) entdeckten es. Der Expeditionsleiter Jules Dumont d’Urville (1790–1842) benannte es nach seinem Sohn. Kartierungen des Kaps erfolgten zwischen 1912 und 1913 bei der Australasiatischen Antarktisexpedition und 1931 bei der British Australian and New Zealand Antarctic Research Expedition (1929–1931), beide unter der Leitung des australischen Polarforschers Douglas Mawson. Teilnehmer einer französischen Antarktisexpedition (1950–1952) errichteten hier 1951 eine astronomische Beobachtungsstation.